# سطح مخروطي

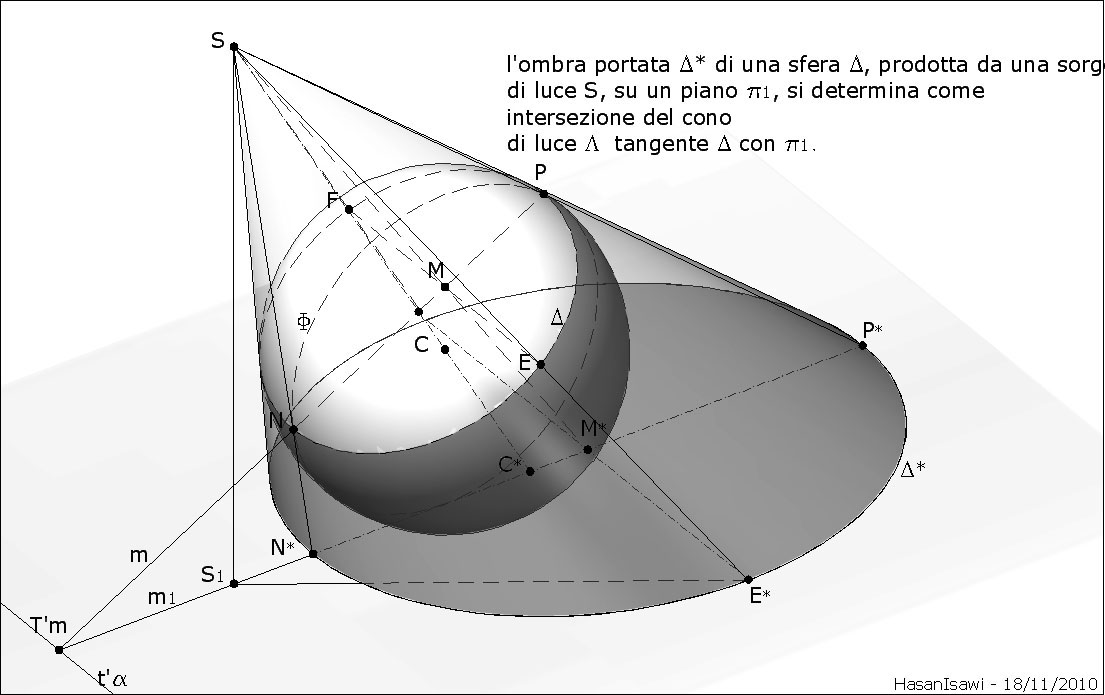
ظل الكرة الساقط على مستوى والناتج من مصدر ضوء نهائي يمكن تفسيرة كتقاطع بين المستوى ومخروط دوراني

السطح المخروطي، في الهندسة الوصفية، هو سطح ناتج عن الحركة الجامدة لخط مستقيم، يسمى راسم، بحيث يبقى مرتبط من جهة بنقطة ثابتة (التي تسمى رأس)، ومن جهة أخرى بالنقاط الموجودة على قطع مخروطي (الذي يسمى دالة). وبما أن طول الخط يعتبر نظريا لا نهائي، فإن امتداد الرواسم إلى ما بعد الرأس يكون الطية الثانية للمخروط نفسه.
هناك نوعان من الأسطح المخروطية: عندما تكون الدالة قطع مخروطي (غير منحلة إلى نقطة أو خط) يسمى المخروط الرباعي، يتم الحصول على المخروط الرباعي عن طريق إسقاط قطع مخروطي، من نقطة خارج مستواه. ولذلك إذا تم قطع المخروط الرباعي بأي مستوى واحد نحصل على قطع مخروطي. أما إذا مر مستوى القطع برأس المخروط أو مماس له، فالقطع المخروطي يكون منحل بالتوالي في نقطة أو في خط مستقيم. وخلافا لذلك يسمى مخروط عام. مع العلم بأن الاسطوانة تعتبر حالة خاصة من المخروط. وفي هذه الحالة يعتبر الرأس نقطة لانهائية.